# Jonathan Scoville

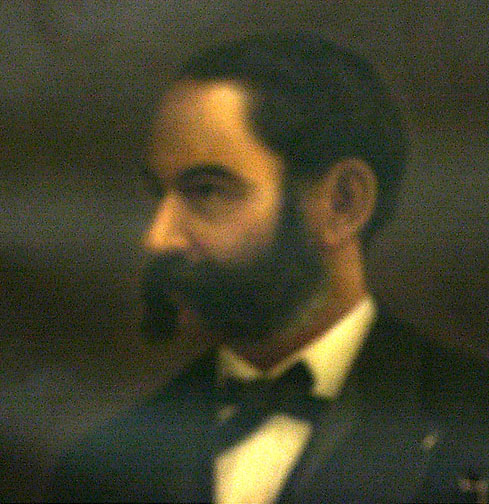
Jonathan Scoville

Jonathan Scoville (* 14. Juli 1830 in Salisbury, Litchfield County, Connecticut; † 4. März 1891 in New York City) war ein US-amerikanischer Politiker. Zwischen 1880 und 1883 vertrat er den Bundesstaat New York im US-Repräsentantenhaus.

## Werdegang
Jonathan Scoville besuchte verschiedene Bildungsanstalten in Massachusetts. Dazu gehörte auch der wissenschaftliche Zweig der Harvard University. Im Jahr 1854 arbeitete er in Canaan in der Eisenherstellung und im Bergbau. 1860 zog er nach Buffalo, wo er eine Wagenschmiede gründete. Ein Jahr später eröffnete er eine weitere im kanadischen Toronto. Politisch wurde er Mitglied der Demokratischen Partei.
Nach dem Rücktritt des Abgeordneten Ray V. Pierce wurde Scoville bei der fälligen Nachwahl für den 32. Sitz von New York als dessen Nachfolger in das US-Repräsentantenhaus in Washington, D.C. gewählt, wo er am 12. November 1880 sein neues Mandat antrat. Nach einer Wiederwahl konnte er bis zum 3. März 1883 im Kongress verbleiben. 1882 verzichtete Scoville auf eine weitere Kongresskandidatur. In den Jahren 1884 und 1885 war er Bürgermeister von Buffalo. Er starb am 4. März 1891 in New York City und wurde in seinem Geburtsort Salisbury beigesetzt.